# سن سباستین سور لوآر
شهر سن سباستین سور لوآر (به فرانسوی: Saint-Sébastien-sur-Loire) در شهرستان لوآر-آتلانتیک در ناحیه پیی دو للوآر با جمعیت ۲۴٬۵۰۸ نفر در کشور فرانسه واقع شده‌است